# Маріуш Заруський
Маріуш Заруський (пол. Mariusz Zaruski; 31 січня 1867, Думанів — 8 квітня 1941, тюрма НКВД у Херсоні) — польський громадський діяч. А також фотограф, художник, поет і письменник. Моряк, яхтсмен і мандрівник. Підпільник, політичний висланець, легіонер, улан, бригадний генерал польської армії і ад'ютант президента Республіки Польща. Альпініст, спелеолог, рятувальник, інструктор і популяризатор лижного спорту та гірського туризму, а також атлет (постійно тренувався, завдяки чому зберіг до кінця життя спортивну фігуру). Засновник і перший начальник Татранської добровольчої рятувальної служби. Інструктор харцерства (польського скаутського руху) і вихователь молоді.

Меморіальна дошка у римо-католицькому костелі Пресвятого Серця Ісуса у м. Хесрон

Надгробок могили Маріуша Заруського